# مینی اسرائیل
مینی اسرائیل (عبری: מיני ישראל‎) یک پارک مینیاتور است که در نزدیکی لطرون، اسرائیل در وادی آیالون واقع شده‌است. این پارک منیاتوری که در ماه نوامبر ۲۰۰۲ افتتاح گردید، دارای صدها نمونه مینیاتوری از ساختمانها و مکانهای دیدنی در اسرائیل است. این جاذبه گردشگری شامل حدود ۳۵۰مدل مینیاتوری از عمارتهای برجسته است.